# Étienne Garcin
Pour les articles homonymes, voir Garcin.
Étienne Garcin (en provençal et en graphie classique Estève Garcin), né à Draguignan (alors Comté de Provence) le 16 avril 1784 et mort dans cette ville (devenue varoise) le 23 novembre 1859 , est un écrivain varois de langue d'oc chronologiquement légèrement antérieur à l’institution Félibrige en Provence.

## Biographie

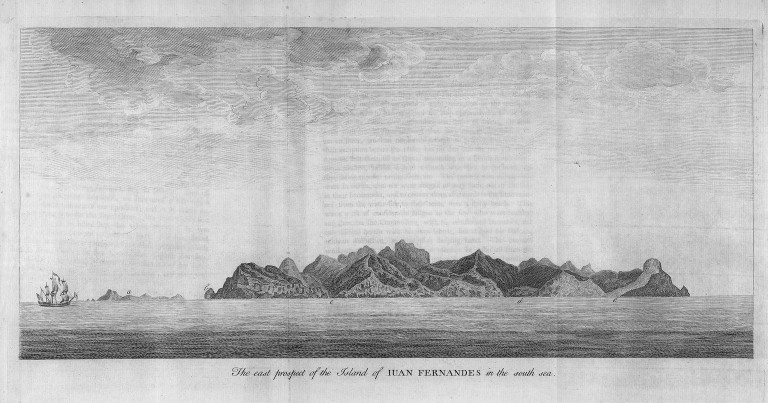
L'action de la Roubinsouno se passe au large du Chili.

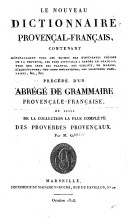
Première page du dictionnaire d'Estève Garcin.

Instituteur de profession, Étienne Garcin mena une longue carrière de poète et d'écrivain ; son œuvre écrite rassemble à la fois un roman de première importance — étant donné le genre et l'époque — dans les lettres d'oc, La Roubinsouno prouvençalo (la Robinsona provençala en graphie classique), qui conte l'adaptation d'une microcosme provençal sur une île à la suite d'un naufrage — un dictionnaire destiné à aider les locuteurs de langue provençale à passer au français — un important "Dictionnaire historique et topographique de la Provence ancienne et moderne", en deux volumes. Notons enfin que le volume dit ci-dessous Poésies provençales : Fables et Contes est également connu comme Parnasse provençal...